# Valfréjus
Valfréjus – stacja narciarska w miejscowości Modane we Francji, w departamencie Sabaudia, położona w regionie Rodan-Alpy.
Ośrodek położony jest na wysokości 1550 – 2737 m n.p.m. Na terenie Valfréjus znajduje się 25 tras o łącznej długości 65km. Są to:
- Czarne – 5
- Czerwone – 6
- Niebieskie – 11
- Zielone – 3

W stacji narciarskiej działa 9 wyciągów narciarskich w tym:
- Gondolowy – 1
- Kanapowy – 5
- Orczykowy – 3

Najdłuższa trasa oznaczona numerem 16 o nazwie Jeu ma długość 13 km.

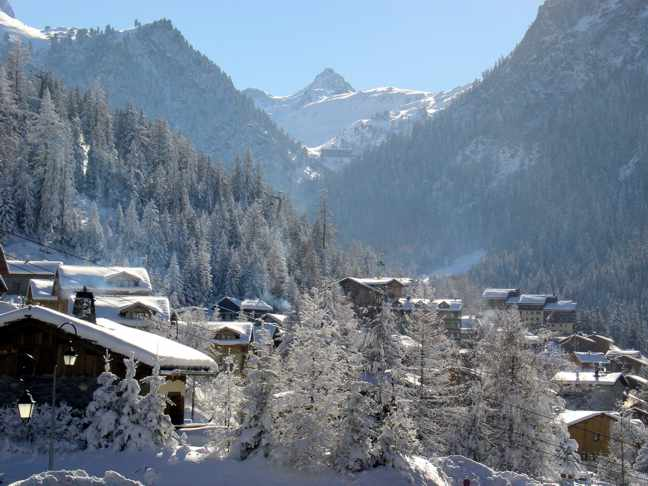
Panorama stacji w Valfréjus, 2008